# Cupido ofzo
Cupido ofzo was een Vlaams programma dat van 2020 tot en met 2022 op VTM werd uitgezonden. Het programma werd gepresenteerd door Ruth Beeckmans (seizoen 1+2), Karen Damen (seizoen 1) en Frances Lefebure (seizoen 2).
Cupido ofzo is een datingprogramma voor mensen met een beperking.

## Seizoen 1
Seizoen 1 telde 7 afleveringen en werd gepresenteerd door Ruth Beeckmans en Karen Damen. Het programma werd in 2020 uitgezonden. Tijdens de slotaflevering werd duidelijk gemaakt dat 4 van de 5 koppels samen zijn.
| Kandidaten      |
| --------------- |
| Hanne (24)      |
| Damon (26)      |
| Bram (36)       |
| Michela (24)    |
| Laurens (31)    |
| Stijn (25)      |
| Vincent (24)    |
| Julia Luna (21) |
| Sven (28)       |

## Seizoen 2
Seizoen 2 telt 5 afleveringen en werd gepresenteerd door - opnieuw -  Ruth Beeckmans en Frances Lefebure die Karen Damen opvolgde. De eerste 2 afleveringen zijn eind 2021 uitgezonden. Door de tegenvallende kijkcijfers verhuisde het programma naar het voorjaar van 2022.

## Nederlandse versie
In het najaar van 2021 werd een Nederlandse versie van het programma uitgezonden op SBS6, gepresenteerd door Wendy van Dijk en Leonie ter Braak. Deze serie telde zes afleveringen.